# Norman's Cove-Long Cove
Norman's Cove-Long Cove es un pueblo canadiense situado en la provincia de Terranova y Labrador.

## Superficie
Norman's Cove-Long Cove tiene una superficie de 20,15 km².

## Demografía
En 2021, tenía 647 habitantes, una densidad poblacional de 32,1 hab./km², y 342 viviendas.